# Jade Goody
Jade Cerisa Lorraine Goody (Bermondsey (Londen), 5 juni 1981 - Upshire (Essex), 22 maart 2009) was een Britse reality-tv-star, die vooral bekend is geworden door haar deelname aan drie verschillende Big Brother-versies in het Verenigd Koninkrijk en India. Ze overleed aan baarmoederhalskanker, na een strijd die intensief door de media gevolgd werd.

## Big Brother & mediacarrière
Jade Goody werd bekend bij het grote publiek door haar deelname aan de derde serie van de Britse Big Brother in 2002. Haar opvallende aanwezigheid en gedrag werden opgepikt door de tabloids, die geen genoeg konden krijgen van Goody’s gebrek aan algemene kennis, haar ‘matennaai’-gedrag en haar flinke alcoholinname. Ook zou zij voor het oog van de camera’s seks hebben gehad met een huisgenoot. Ondanks deze negatieve aandacht in de media werd Goody populair bij de kijkers en overleefde meerdere wegstemrondes. Ze werd uiteindelijk vierde.
Na haar vertrek uit Big Brother startte Goody een lucratieve media-carrière. Ze kreeg haar eigen reality-show, verscheen regelmatig in reportages in vrouwen- en roddelbladen als OK! en Heat en werd columniste voor Now Magazine. Ze werd een graag geziene gast in allerlei televisieprogramma’s en werd ook een gespreksonderwerp voor de ‘serieuze’ media, die in Goody de personificatie zagen van de ontwikkeling dat door de reality-tv-trend doodgewone, vaak niet al te intelligente mensen, die feitelijk niets gepresteerd hebben om bewonderd te worden, de nieuwe helden van het volk worden.
In 2007 besloot Goody samen met haar moeder Jackiey Budden en haar vriend Jack Tweed deel te nemen aan het vijfde seizoen van Celebrity Big Brother, de Big Brother-versie voor beroemdheden. Hier kreeg zij het aan de stok met huisgenote Shilpa Shetty, een Bollywood-actrice, tegen wie zij - al of niet achter haar rug - racistische opmerkingen maakte. Dit leverde een storm van verontwaardiging op van kijkers en media, niet in de laatste plaats omdat Goody ambassadrice was van een organisatie die zich inzet tegen pesten. Een grote discussie kwam op gang of Goody zich daadwerkelijk schuldig had gemaakt aan racisme. Ook de media in India, waar Shilpa Shetty een van de meest geliefde actrices is - stortten zich furieus op het fenomeen Jade Goody, waardoor Gordon Brown, toen Minister van Financiën en op bezoek in India, publiekelijk afstand moest nemen van Big Brother en Goody’s uitspraken. Uiteindelijk werd Goody uit het huis gestemd en won Shetty de reeks. Echter door de opmerkingen van Goody tegen Shetty werd de versie van Celebrity Big Brother (2008) afgeblazen, en kwam er een spin-off in 2008, Big Brother Celebrity Hijack.
Van de populariteit van Jade Goody was weinig meer over en ondanks haar uitgebreide excuses voor haar gedrag in de media leek het erop dat haar carrière ten einde was.
Hoewel Goody in 2007 en 2008 verschillende projecten startte om weer in de gunst van het publiek te komen, bleef ze voornamelijk negatief in het nieuws komen. Eind 2008 besloot ze in een poging haar naam te zuiveren deel te nemen aan Bigg Boss, de Indiase versie van Big Brother. Op dag twee van de serie kreeg Goody te horen dat ze baarmoederhalskanker had, waarna ze onmiddellijk terugvloog naar Groot-Brittannië. De emotionele beelden waarin zij het slechte nieuws te horen krijgt in de dagboekkamer en hoe zij het vertelt aan haar huisgenoten werden niet vertoond op de Indiase televisie, maar kwamen wel elders ter wereld in de media. Direct barstte een discussie los over de handelwijze van de Big Brother-producenten, die volgens velen Goody niet voor de camera met haar diagnose hadden mogen confronteren. Overigens is nog steeds onduidelijk of Goody de diagnose werkelijk voor het eerst hoorde in de dagboekkamer, of dat ze eerder werd ingelicht. Ook Goody zelf kreeg veel kritiek over zich heen. Velen beschuldigden haar ervan haar kankerdiagnose te gebruiken om haar populariteit te vergroten.

## Privéleven en kanker
Goody had een moeilijke jeugd. Haar vader Andrew was een drugsverslaafde en crimineel, die verschillende gevangenisstraffen uitzat. Hij overleed in 2005 aan een overdosis. Tussen haar vijfde en zevende woonde Goody in pleeggezinnen omdat haar moeder Jackiey Budden lang moest revalideren na een zwaar motorongeluk. Goody heeft twee zoons uit haar relatie met televisiepresentator Jeff Brazier, Bobby (2003) en Freddie (2004). Nadat Goody en Brazier uit elkaar gingen kreeg Goody een stormachtige relatie met model Jack Tweed. In 2008 werd Tweed veroordeeld tot een gevangenisstraf van 18 maanden voor het mishandelen van een 16-jarige jongen met een golfclub. Op 29 januari 2009 kwam hij na vier maanden vrij maar bleef onder elektronisch huisarrest. Goody en Tweed trouwden op 22 februari 2009.
In 2002 werden er verdachte cellen aangetroffen in Goody's uitstrijkje. Ze kreeg te horen dat er geen sprake was van een voorstadium van baarmoederhalskanker. In 2004 liet zij zich testen op eierstokkanker en in 2006 op darmkanker. In beide gevallen werd er geen kanker aangetroffen. Nadat zij in 2008 meerdere keren was flauwgevallen, liet zij zich in augustus opnieuw testen op baarmoederhalskanker. Ditmaal was de uitkomst minder goed.
Aanvankelijk leek de ziekte zich in een vroeg stadium te bevinden, maar in september 2008 werd duidelijk dat de kanker in een gevorderd stadium was en dat Goody ingrijpende medische behandelingen moest ondergaan. Een operatie waarbij haar baarmoeder werd verwijderd volgde plus chemotherapie en radiotherapie.
In februari 2009 kreeg Goody te horen dat ze haar strijd tegen haar ziekte aan het verliezen was. De kanker had zich verspreid door haar hele lichaam, waaronder haar hersenen. Tot tweemaal toe onderging zij een operatie om een blokkade uit haar darmen te laten verwijderen. Goody verbleef de laatste weken van haar leven in het Royal Marsden Hospital in Londen. Op 7 maart liet zij zichzelf en haar zoontjes dopen in de kapel van dit ziekenhuis. Op eigen verzoek werd ze vervolgens thuis verpleegd, alwaar ze het grootste deel van de dag in slaap werd gehouden. Ze verloor deels haar gezichts- en spraakvermogen. Op 22 maart overleed ze, op 27-jarige leeftijd, in haar slaap.
Goody heeft haar strijd tegen kanker vanaf dag één uitgebreid door de media laten volgen. Ze gaf meerdere interviews op televisie en aan tijdschriften en liet zich met de camera volgen voor een real life-programma. De fotorechten van haar huwelijk met Tweed verkocht ze voor 700.000 pond aan OK! Magazine. Ze zei in haar laatste dagen zo veel mogelijk geld te willen verdienen om haar zoontjes een goede toekomst te kunnen garanderen.